# Paola (Kansas)
Paola es una ciudad ubicada en el condado de Miami en el estado estadounidense de Kansas. En el año 2010 tenía una población de 5.602 habitantes y una densidad poblacional de 495,75 personas por km².

## Geografía
Paola se encuentra ubicada en las coordenadas 38°34′25″N 94°52′24″O / 38.57361, -94.87333 (38.573599, -94.873456).

## Demografía
Según la Oficina del Censo en 2000 los ingresos medios por hogar en la localidad eran de $37,285 y los ingresos medios por familia eran $50,804. Los hombres tenían unos ingresos medios de $36,209 frente a los $22,392 para las mujeres. La renta per cápita para la localidad era de $22,191. Alrededor del 9.0% de la población estaban por debajo del umbral de pobreza.